# My Heart Is Broken
My Heart Is Broken è il secondo singolo estratto dall'album omonimo della band statunitense Evanescence, entrato nelle stazioni radiofoniche il 31 ottobre 2011.

## Descrizione
La canzone è stata scritta da Amy Lee, Terry Balsamo, Tim McCord e Zach Williams. La traccia trova ispirazione dal coinvolgimento di Amy e di Zach Williams, un suo caro amico musicista, nell'organizzazione Restore NYC.
Di questa canzone esistono svariate versioni. Oltre a quella inserita nell'album (4:30) esistono anche la Rock Mix (4:29) e la Pop Mix (4:02), entrambe pubblicate nel singolo commerciale. Esistono altre due versioni, la Rock Mix Edit (3:50) e la Pop Remix Edit (3:45), che sono state pubblicate per scopi esclusivamente promozionali e trasmesse nelle radio.
Su eBay è stato messo in vendita un CD promozionale che contiene altre due versioni inedite: la "Radio Edit" (diversa dalle altre versioni precedentemente elencate) e la "Instrumental Version".

## Il singolo
- Digital Single[4]

1. My Heart Is Broken (Single Version) – 4:30
2. My Heart Is Broken (Rock Mix) – 4:29
3. My Heart Is Broken (Pop Mix) – 4:02

## Video musicale
Il video è stato girato a Los Angeles da Dean Karr ed è stato ispirato dal film dark fantasy La casa ai confini della realtà (1988). Al centro del video sta la figura di una persona con il cuore infranto, una persona che ha subito indicibili maltrattamenti e che cerca conforto in una realtà alternativa. La canzone trova, infatti, ispirazione dalle vicende di traffico sessuale che ancora oggi si manifestano in una città come quella di New York. È la stessa Amy Lee ad interpretare la vittima durante il video.
Il tutto si svolge nei meandri della mente e dell'immaginazione umana, dove Amy giace inerme e priva di sensi. Tutto rimane buio finché Amy, decisa a sfuggire dai dolori della vita reale che la tormentano, crea un mondo che possa finalmente rispondere alle sue aspettative e che possa isolarla da tutto ciò che l'ha ferita. Proprio come accade nel film da cui ci si è ispirati per la sceneggiatura, ogni cosa che viene disegna prende poi vita. Amy disegna nell'aria il suo mondo ideale (durante le riprese sono state usate le fibre ottiche per poter illuminare le mani della cantante), dalla terra alle stelle per poi concludere con la creazione di una piccola e accogliente stanza con al centro uno specchio.
Inizialmente Amy sembra trovare conforto in questa sua creazione ma presto si rende conto che in realtà sta vivendo in una trappola. La stessa scena in cui Amy suona il piano vuole rappresentare il senso di prigionia che è reso tramite la luce che penetra attraverso le "sbarre" di una piccola finestra. Nonostante si sia resa conto, infatti, che quel mondo non è la soluzione ai suoi mali, non riesce tuttavia ad uscirne perché intrappolata.
(My Heart Is Broken, Evanescence - Evanescence)
È solo alla fine del video che Amy pone fine all'illusione (mentre frantuma lo specchio con il semplice tocco della sua mano), conscia comunque che quello che l'aspetterà al di fuori, nel mondo reale, non sarà facile; abbandona quindi la scena con impressa in viso un'espressione di sommessa tristezza.

## Classifiche
| Classifica (2011/12)          | Posizione massima |
| ----------------------------- | ----------------- |
| Austria                       | 36                |
| Germania                      | 92                |
| Repubblica Ceca (modern rock) | 10                |
| Stati Uniti (adult top 40)    | 34                |
| Ungheria                      | 7                 |